# ダニエル・フィゲロア
ダニエル・フィゲロア（Daniel Figueroa Rayneri、1983年2月19日 - ）は、アメリカ合衆国フロリダ州マイアミ出身のプロ野球選手（外野手）。右投右打。

## 経歴
2001年、MLBドラフト40巡目（全体1207位）でアトランタ・ブレーブスから指名を受けるも入団せず、NCAA1部のマイアミ大学へ進学。大学では3年連続で打率3割以上、16盗塁以上をマークした。
2004年のMLBドラフトでオークランド・アスレチックスkたドラフト40巡目で指名されるも、契約しなかった。
2005年のMLBドラフトでボルチモア・オリオールズから43巡目（全体1289位）で指名され契約を結んだ。
2006年にA-級アバディーン・アイアンバーズでプロデビュー。26試合に出場し、1本塁打12打点9盗塁、打率.202だった。7月にはA級デルマーバ・ショアバーズで7試合に出場した。
2007年はA級デルマーバで116試合に出場し、28打点35盗塁、打率.278という好成績を残している。ヨーロッパ選手権では打率.480をマークし、スペインの銅メダル獲得に貢献した。
2008年はA+級フレデリック・キーズで104試合に出場し、2本塁打29打点22盗塁、打率.239だった。
2009年からAA級ボウイ・ベイソックスに昇格。78試合に出場し、2本塁打24打点11盗塁、打率.319だった。
2010年もAA級ボウイでプレー。80試合に出場し、19打点10盗塁、打率.210だった。5月にはAAA級のノーフォーク・タイズに昇格したが、2試合の出場にとどまった。
2011年4月3日に放出された。退団後はアメリカン・アソシエーションのグランドプレーリー・エアーホッグスへ加入。91試合に出場し、1本塁打30打点31盗塁、打率.270だった。この年限りで退団した。
2012年9月に、第3回WBC予選のスペイン代表に選出された。
2013年3月に、第3回WBC本戦のスペイン代表に選出された。この大会では、3試合に出場し、5打数1安打1四球だった。
2014年8月30日に、第6回イタリアンベースボールウィークと第33回ヨーロッパ野球選手権大会のスペイン代表が発表され、代表入りした。

## 選手としての特徴
長打力はそれほどないものの、打席での粘り強さと類いまれな俊足が売りの、スペインの切り込み隊長。スピードを生かした好守も持ち味である。2005年のドラフトでは、双子の兄弟であるパコもオリオールズから指名を受けた。

## 詳細情報

### 代表歴
- 2013 ワールド・ベースボール・クラシック・スペイン代表
- 2014 イタリアンベースボールウィーク スペイン代表
- 2014年ヨーロッパ野球選手権大会スペイン代表